# Olympische Winterspiele 2002/Shorttrack – 500 m (Frauen)
Der Wettkampf über 500 m Shorttrack der Frauen bei den Olympischen Winterspielen 2002 wurde am 16. Februar im Salt Lake Ice Center ausgetragen. Olympiasiegerin wurde die Chinesin Yang Yang (A) vor Ewgenija Radanowa und Wang Chunlu. Yang gewann damit die erste chinesische Goldmedaille überhaupt bei Olympischen Winterspielen.

## Hintergrund
Das 500-Meter-Rennen der Frauen fand am zweiten Wettkampftag der olympischen Shorttrack-Wettbewerbe von Salt Lake City statt. Drei Tage zuvor hatten die beiden Südkoreanerinnen Ko Gi-hyun und Choi Eun-kyung über 1500 Meter einen Doppelsieg gefeiert, während die favorisierte Yang Yang (A) aus China ohne Medaille geblieben war. Auch über 500 Meter wurde Yang zu den Sieganwärterinnen gezählt – sie hatte im Weltcup zwei Rennen über die Sprintdistanz gewonnen und lag hinter ihrer Teamkollegin Yang Yang (S) auf Platz zwei der Gesamtwertung auf dieser Strecke. Neben den beiden nicht miteinander verwandten Yangs sah die (amerikanische) Presse vor allem die bulgarische Weltrekordhalterin Ewgenija Radanowa als Mitfavoritin: Sports Illustrated tippte auf einen Sieg von Radanowa vor Yang (A) und Yang (S), Associated Press auf Yang (S) vor Yang (A) und Radanowa. Als weitere Medaillenkandidatin wurde die Südkoreanerin Joo Min-jin gehandelt, die im Winter ebenfalls bereits ein Weltcuprennen gewonnen hatte.
Yang Yang (S) erhielt keinen der beiden chinesischen Startplätze für das 500-Meter-Rennen. An ihrer Stelle trat Wang Chunlu neben Yang Yang (A) an, die als amtierende Weltmeisterin über diese Strecke ebenfalls zu den Favoritinnen zählte.

## Wettbewerb
Alle zum 500-Meter-Wettkampf zählenden Rennen vom Vorlauf bis zum A-Finale wurden am Samstag, den 16. Februar 2002, ab 18:36 Uhr Ortszeit gelaufen. Die 29 Athletinnen verteilten sich zunächst auf acht Vorläufe mit drei bis vier Teilnehmerinnen, von denen sich die beiden ersten für die vier Viertelfinalläufe qualifizierten. Dort galt das gleiche Prozedere für das Weiterkommen ins Halbfinale. Die beiden Siegerinnen jedes Halbfinals rückten in das A-Finale auf, dessen Ergebnis maßgeblich für die Medaillenvergabe war. Die Dritten und Vierten eines Halbfinallaufs bestritten ein zusätzliches B-Finale um die weiteren Plätze. Das Viertelfinale begann um 19:36 Uhr, die Halbfinalrennen um 20:18 Uhr und die Finalläufe um 20:56 Uhr Ortszeit.
Den während der Olympischen Winterspiele 2002 gültigen Weltrekord hielt Ewgenija Radanowa mit einer Zeit von 43,671 Sekunden (aufgestellt am 19. Oktober 2001). Olympische Rekordhalterin war Isabelle Charest, die 1998 in Nagano die 500 Meter in 44,991 Sekunden gelaufen war. Charests olympische Rekordmarke wurde im dritten Vorlauf von Wang Chunlu und im ersten Halbfinale erneut von Yang Yang (A) unterboten. In beiden Läufen belegte Charest den zweiten Rang und blieb jeweils selbst unter dem gültigen Rekord.

### Verlauf
Die beiden deutschen Starterinnen Susanne Rudolph und Yvonne Kunze schieden im Vorlauf beziehungsweise im Viertelfinale aus. Auch die beiden Südkoreanerinnen Choi Eun-kyung und Joo Min-jin verpassten den Einzug in das A-Finale, sie liefen im B-Finale auf den zweiten beziehungsweise auf den vierten Rang und damit auf die Plätze sieben und neun der Gesamtwertung. Isabelle Charest wurde im Viertelfinale von Chikage Tanaka zu Sturz gebracht und per Schiedsrichterentscheidung in die nächste Runde gesetzt. Dort erreichte sie das Ziel als Zweite auf die Tausendstelsekunde zeitgleich mit Caroline Hallisey aus den Vereinigten Staaten. Sowohl Charest als auch Hallisey rückten in das Finale auf, blieben aber als Vierte und Fünfte ohne Medaille.
Olympiasiegerin wurde Yang Yang (A) vor Ewgenija Radanowa und Wang Chunlu. Yang gewann damit – am Tag des chinesischen Neujahrsfestes – die erste chinesische Goldmedaille überhaupt bei Winterspielen in der olympischen Geschichte des Landes. Gemeinsam mit ihrer Teamkollegin Wang lief sie eine Ehrenrunde mit der chinesischen Flagge.

### Ergebnisse
Q – Qualifikation für die nächste Runde
ADV – Advanced
DSQ – Disqualifikation

#### Vorläufe
| Lauf | Rang | Athletin           | NOK                | Zeit (s) | Anmerkungen |
| ---- | ---- | ------------------ | ------------------ | -------- | ----------- |
| 1    | 1    | Yang Yang (A)      | China              | 45,042   | Q           |
| 1    | 2    | Marina Georgiewa   | Bulgarien          | 45,916   | Q           |
| 1    | 3    | Katalin Kristo     | Rumänien           | 46,956   |             |
| 2    | 1    | Joo Min-jin        | Südkorea           | 45,547   | Q           |
| 2    | 2    | Yvonne Kunze       | Deutschland        | 45,717   | Q           |
| 2    | 3    | Cordia Tsoi        | Hongkong           | 52,496   |             |
| 3    | 1    | Wang Chunlu        | China              | 44,723   | Q, OR       |
| 3    | 2    | Isabelle Charest   | Kanada             | 44,964   | Q           |
| 3    | 3    | Natalja Dmitrijewa | Russland           | 46,574   |             |
| 3    | 4    | Kateřina Novotná   | Tschechien         | 47,122   |             |
| 4    | 1    | Marta Capurso      | Italien            | 46,313   | Q           |
| 4    | 2    | Olga Danilov       | Israel             | 46,422   | Q           |
| 4    | 3    | Joanna Williams    | Großbritannien     | 46,631   |             |
| 4    | 4    | Marianna Nagy      | Ungarn             | 46,980   |             |
| 5    | 1    | Alanna Kraus       | Kanada             | 45,101   | Q           |
| 5    | 2    | Ewgenija Radanowa  | Bulgarien          | 45,195   | Q           |
| 5    | 3    | Susanne Rudolph    | Deutschland        | 45,288   |             |
| 6    | 1    | Chikage Tanaka     | Japan              | 45,193   | Q           |
| 6    | 2    | Amy Peterson       | Vereinigte Staaten | 45,448   | Q           |
| 6    | 3    | Nina Jewtejewa     | Russland           | 46,180   |             |
| 6    | 4    | Szandra Lajtos     | Ungarn             | 48,488   |             |
| 7    | 1    | Sarah Lindsay      | Großbritannien     | 45,461   | Q           |
| 7    | 2    | Mara Zini          | Italien            | 45,556   | Q           |
| 7    | 3    | Julija Paulowitsch | Belarus            | 47,273   |             |
| 7    | 4    | Christy Ren        | Hongkong           | 55,423   |             |
| 8    | 1    | Choi Eun-kyung     | Südkorea           | 45,395   | Q           |
| 8    | 2    | Caroline Hallisey  | Vereinigte Staaten | 45,535   | Q           |
| 8    | 3    | Stéphanie Bouvier  | Frankreich         | 45,723   |             |
| 8    | 4    | Yuka Kamino        | Japan              | 45,933   |             |

#### Viertelfinale
| Lauf | Rang | Athletin          | NOK                | Zeit (s) | Anmerkungen |
| ---- | ---- | ----------------- | ------------------ | -------- | ----------- |
| 1    | 1    | Wang Chunlu       | China              | 44,739   | Q           |
| 1    | 2    | Caroline Hallisey | Vereinigte Staaten | 44,826   | Q           |
| 1    | 3    | Marta Capurso     | Italien            | 45,137   |             |
| 1    | 4    | Olga Danilov      | Israel             | 46,695   |             |
| 2    | 1    | Yang Yang (A)     | China              | 44,810   | Q           |
| 2    | 2    | Joo Min-jin       | Südkorea           | 44,992   | Q           |
| 2    | 3    | Amy Peterson      | Vereinigte Staaten | 46,120   |             |
| 2    | 4    | Marina Georgiewa  | Bulgarien          | 46,422   |             |
| 3    | 1    | Ewgenija Radanowa | Bulgarien          | 44,780   | Q           |
| 3    | 2    | Alanna Kraus      | Kanada             | 44,863   | Q           |
| 3    | 3    | Sarah Lindsay     | Großbritannien     | 44,912   |             |
| 3    | 4    | Yvonne Kunze      | Deutschland        | 46,465   |             |
| 4    | 1    | Choi Eun-kyung    | Südkorea           | 44,846   | Q           |
| 4    | 2    | Mara Zini         | Italien            | 44,876   | Q           |
| 4    | 3    | Isabelle Charest  | Kanada             | 45,011   | ADV         |
| 4    | NC   | Chikage Tanaka    | Japan              |          | DSQ         |

#### Halbfinale
| Lauf | Rang | Athletin          | NOK                | Zeit (s) | Anmerkungen |
| ---- | ---- | ----------------- | ------------------ | -------- | ----------- |
| 1    | 1    | Yang Yang (A)     | China              | 44,118   | QA, OR      |
| 1    | 2    | Isabelle Charest  | Kanada             | 44,307   | QA          |
| 1    | 2    | Caroline Hallisey | Vereinigte Staaten | 44,307   | QA          |
| 1    | 4    | Mara Zini         | Italien            | 44,531   | QB          |
| 1    | 5    | Choi Eun-kyung    | Südkorea           | 44,647   | QB          |
| 2    | 1    | Ewgenija Radanowa | Bulgarien          | 44,686   | QA          |
| 2    | 2    | Wang Chunlu       | China              | 44,734   | QA          |
| 2    | 3    | Alanna Kraus      | Kanada             | 44,776   | QB          |
| 2    | 4    | Joo Min-jin       | Südkorea           | 68,184   | QB          |

#### B-Finale
| Rang | Athletin       | NOK      | Zeit (s) | Anmerkungen |
| ---- | -------------- | -------- | -------- | ----------- |
| 1    | Alanna Kraus   | Kanada   | 44,930   |             |
| 2    | Choi Eun-kyung | Südkorea | 45,383   |             |
| 3    | Mara Zini      | Italien  | 45,494   |             |
| 4    | Joo Min-jin    | Südkorea | 46,893   |             |

#### A-Finale
| Rang | Athletin          | NOK                | Zeit (s) | Anmerkungen |
| ---- | ----------------- | ------------------ | -------- | ----------- |
| 1    | Yang Yang (A)     | China              | 44,187   |             |
| 2    | Ewgenija Radanowa | Bulgarien          | 44,252   |             |
| 3    | Wang Chunlu       | China              | 44,272   |             |
| 4    | Isabelle Charest  | Kanada             | 44,662   |             |
| 5    | Caroline Hallisey | Vereinigte Staaten | 44,679   |             |

#### Endklassement
Die ersten Ränge im Endklassement wurden von den A- und B-Finalistinnen belegt, in der Reihenfolge, in der sie das Ziel ihres jeweiligen Finallaufs erreicht hatten. Dahinter platzierten sich die weiteren Athletinnen gemäß der Platzpunkte (Seeding Points), die sie im Halbfinale und in den Vorläufen erreicht hatten: Ein erster Platz war dabei 34 Punkte wert, ein zweiter 21 Punkte, ein dritter 13 Punkte, ein vierter 8 Punkte, ein fünfter 5 Punkte und ein sechster 3 Punkte. Zwischen punktgleichen Sportlerinnen entschied die schnellere im gesamten Wettkampf gelaufene Zeit.
| Rang | Athletin           | NOK                | Pkt. | Beste Zeit (s) |
| ---- | ------------------ | ------------------ | ---- | -------------- |
| 1    | Yang Yang (A)      | China              | A(1) | 44,118         |
| 2    | Ewgenija Radanowa  | Bulgarien          | A(2) | 44,252         |
| 3    | Wang Chunlu        | China              | A(3) | 44,272         |
| 4    | Isabelle Charest   | Kanada             | A(4) | 44,307         |
| 5    | Caroline Hallisey  | Vereinigte Staaten | A(5) | 44,307         |
| 6    | Alanna Kraus       | Kanada             | B(1) | 44,776         |
| 7    | Choi Eun-kyung     | Südkorea           | B(2) | 44,647         |
| 8    | Mara Zini          | Italien            | B(3) | 44,531         |
| 9    | Joo Min-jin        | Südkorea           | B(4) | 44,992         |
| 10   | Sarah Lindsay      | Großbritannien     | 47   | 44,912         |
| 11   | Marta Capurso      | Italien            | 47   | 45,137         |
| 12   | Chikage Tanaka     | Japan              | 34   | 45,193         |
| 13   | Amy Peterson       | Vereinigte Staaten | 34   | 45,448         |
| 14   | Yvonne Kunze       | Deutschland        | 29   | 45,717         |
| 15   | Marina Georgiewa   | Bulgarien          | 29   | 45,916         |
| 16   | Olga Danilov       | Israel             | 29   | 46,422         |
| 17   | Susanne Rudolph    | Deutschland        | 13   | 45,288         |
| 18   | Stéphanie Bouvier  | Frankreich         | 13   | 45,723         |
| 19   | Nina Jewtejewa     | Russland           | 13   | 46,180         |
| 20   | Natalja Dmitrijewa | Russland           | 13   | 46,574         |
| 21   | Joanna Williams    | Großbritannien     | 13   | 46,631         |
| 22   | Katalin Kristo     | Rumänien           | 13   | 46,956         |
| 23   | Julija Paulowitsch | Belarus            | 13   | 47,273         |
| 24   | Cordia Tsoi        | Hongkong           | 13   | 52,496         |
| 25   | Yuka Kamino        | Japan              | 8    | 45,933         |
| 26   | Marianna Nagy      | Ungarn             | 8    | 46,980         |
| 27   | Kateřina Novotná   | Tschechien         | 8    | 47,122         |
| 28   | Szandra Lajtos     | Ungarn             | 8    | 48,488         |
| 29   | Christy Ren        | Hongkong           | 8    | 55,423         |